# ねこあつめの家
『ねこあつめの家』（ねこあつめのいえ）は、2017年4月8日公開の日本の映画。監督は蔵方政俊、主演は伊藤淳史。

## 概要
Hit-Pointが開発・配信しているスマートフォンアプリの「ねこあつめ」を原案として、『猫侍』の原案・製作を担当した永森裕二が企画を担当した。
劇中にはチョーヤ梅酒のCMに出演したシナモンや、映画『猫なんかよんでもこない。』に出演したりんごなどのスター猫が多数出演している。

## あらすじ
作家である主人公は執筆活動に行き詰まっていた。新人賞をとったものの同期の作家に追い抜かれ、ネット上では一発屋などど存在を忘れられつつ有った。執筆掲載中の話も評判は芳しく無く出版社の編集者たちにゾンビを登場させるなどの方向転換や新たな展開を迫られる。しかしその会議の中でも居眠りをできてしまう主人公であった。悩んだ挙げ句占いに頼り「タコ、物件」というワードが頭に残り多古町の一軒家へと引っ越すこととした。不動産屋のSNS投稿をきっかけに忽那汐里が扮する担当編集者編集者に家の場所がバレてしまう。そこでペット・ショップで買った遊具や自作したキャットタワーなどで野良猫の世話をして猫日記帳をつけ戯れたり、担当編集者などの協力も有り、最終話付近では調子を取り戻したが連載打ち切りで終了となった。その後仕事もなくねこあつめ（野良猫の世話）をしていたが、貯金が底をつき家賃の引き落としができなくなっていた旨を訪れた不動産屋から聞かされ、また彼女は好意的な読者であることを口にした。馴染みのペットショップでいつも買っていた高級マグロ猫缶を買わずに節約しようとした痩せた主人公を見て強引にバイトに誘う店主に言われるまま、当日から働きだす主人公。そうした平穏な生活の中、主人公に会うためにペットショップを訪れた担当編集者と再開する。出産に備え休職するとのことで、彼女の人生の岐路ではいつも主人公の作品の影響があったことなどを聞いた。その後彼女が出産し入院しているところに主人公からの原稿を持った編集長があらわれ「出版する方向で押してみろ」と言い残して去っていった。

## キャスト
- 佐久本勝 - 伊藤淳史[1]
- 十和田ミチル（主人公の担当編集者） - 忽那汐里[2]
- 浅草 - 田口トモロヲ[3]
- 洋子（ペット・ショップ店主） - 木村多江[3]
- 鴨谷進 - 戸田昌宏
- 猿渡めぐみ（不動産屋） - 大久保佳代子[3]
- 貞中凜子 - 青戸浩香
- 佐久本の幼少期 - 大嶺創羽
- 北風裕也（写真のみ） - 蔭山征彦
- 占い師 - 村木藤志郎
- 占い師に間違えられた老婆 - 大山うさぎ

## スタッフ
- 原作・原案 : Hit-Point『ねこあつめ』
- 監督 : 蔵方政俊
- 企画・脚本 : 永森裕二
- 音楽 : ペイズリィ8
- 音楽プロデュース : 塚田良平（CONTEZZA）
- 主題歌 : 「ひとやすみ」作詞・作曲 : 坂本英三（AMG MUSIC） 唄 : 竹村愛弓
- 撮影 : 安田圭（J.S.C）
- 照明 : 石田健司
- 録音 : 越川浩道
- 美術 : 山下修侍
- 編集 : 岩切裕一
- 助監督 : 斉藤博士
- 制作担当 : 池田勝
- アニマルトレーナー : 江上縁・大河内翼
- スタイリスト : 森山久美
- ヘアメイク : 髙村明日見
- 持道具: 阿部有希
- スチール : 向井宗敏
- メイキング : 谷口真也
- ポスプロ : キュー・テック
- ロケ協力 : 千葉県、千葉県フィルムコミッション、多古町、富里市商工会、千葉交通　ほか
- 協力 : アミューズメントメディア総合学院・AMG MUSIC・AMG出版
- プロデューサー : 岩淵規
- ラインプロデューサー : 田中清孝
- 製作総指揮 : 吉田尚剛
- 製作者 : 梅村昭夫、坂本敏明
- 製作 : 「映画　ねこあつめの家」製作委員会（アミューズメントメディア総合学院、TBSサービス、キングレコード）
- 制作プロダクション : メディアンド
- 企画・配給 : AMGエンタテインメント

## 関連商品
- 『もふあつめ　映画「ねこあつめの家」Official Photo Book』（五十嵐健太/撮影、「映画ねこあつめ」製作委員会/監修、KADOKAWA、2017年2月22日、ISBN 978-4-04-895946-9）[4]
- 『ねこあつめの家』（相澤りょう/著、小学館、2017年2月2日、ISBN 978-4-408-55346-7）
- 『ねこあつめの家 庭先のアナザーストーリー』（宇野ジニア/著、小学館、2017年4月6日、ISBN 978-4-09-189558-5）